# アルブレヒト・フォン・エスターライヒ (1559-1621)
アルブレヒト・フォン・エスターライヒまたはアルブレヒト7世・フォン・エスターライヒ（Albrecht VII. von Österreich, 1559年11月13日 - 1621年7月15日）は、スペイン領ネーデルラント君主。妃イサベル・クララ・エウヘニアと共に共同統治を行った。

## 生涯
後の神聖ローマ皇帝マクシミリアン2世とスペイン王女マリアの五男として、ヴィーナー・ノイシュタットで誕生した。幼いうちにスペイン宮廷へ送られて、11歳まで叔父フェリペ2世に教育され、事実上聖職者になるべく定められていた。18歳でローマにあるサンタ・クローチェ・イン・ジェルサレンメ聖堂の枢機卿に任命された。フェリペ2世は甥をトレド大司教にしようともくろんでいたが、現職が長寿のためその機会はなかなかやってこなかった。アルブレヒトは教会内で責任ある地位につくことができず、ポルトガル併合後の初代副王となった。1588年にはアルマダを組織してリスボンの戦いでイングランド軍を撃破した。1593年にマドリードへ呼び戻され、スペイン絶対王政の指導者となっていった。
1595年、三兄エルンストが死去したため、ネーデルラント総督の後継者としてブリュッセルへ入城した。アルブレヒトの最初の課題は、低地諸国でのスペインの軍事的優位性を建て直すことにあった。当時、低地諸国ではオランダ共和国、イングランド、フランスが入り乱れた状態であった。1599年、既に還俗していたアルブレヒトは従妹にあたるイサベルと結婚した。フェリペ2世はイサベルがアルブレヒトと共同君主であることを宣言した。
1604年にイングランドとロンドン条約を締結後、スペイン領ネーデルラントは情勢が安定し、アルブレヒト夫妻は芸術の後援者として著名となった。ピーテル・パウル・ルーベンスはブリュッセルにある彼らの宮廷の専属画家であった。

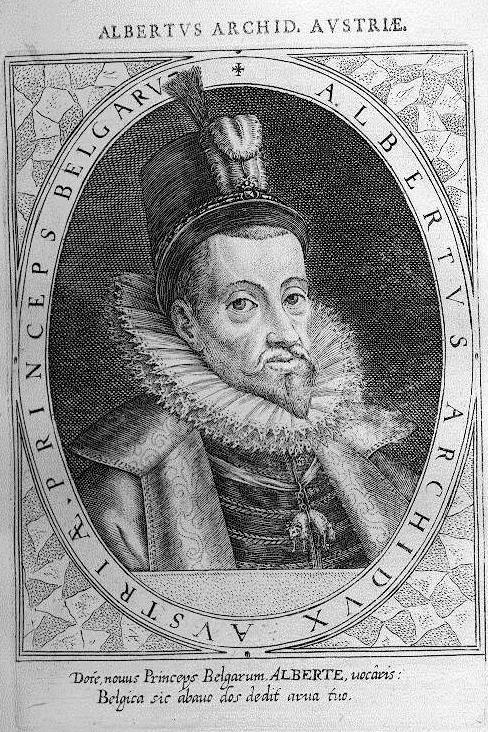
アルブレヒト大公

| 爵位・家督         | 爵位・家督                       | 爵位・家督         |
| ------------------ | -------------------------------- | ------------------ |
| 先代 フィリップ5世 | ブルゴーニュ公 1598年 - 1621年   | 次代 フィリップ6世 |
| 爵位・家督         |                                  |                    |
| 先代 フィリップ4世 | ブラバント公 1598年 - 1621年     | 次代 フィリップ5世 |
| 爵位・家督         |                                  |                    |
| 先代 フィリップ4世 | リンブルフ公 1598年 - 1621年     | 次代 フィリップ5世 |
| 爵位・家督         |                                  |                    |
| 先代 フィリップ3世 | ルクセンブルク公 1598年 - 1621年 | 次代 フィリップ4世 |
| 爵位・家督         |                                  |                    |
| 先代 フィリップ7世 | ブルゴーニュ伯 1598年 - 1621年   | 次代 フィリップ8世 |
| 爵位・家督         |                                  |                    |
| 先代 フィリップ5世 | ナミュール辺境伯 1598年 - 1621年 | 次代 フィリップ6世 |
| 爵位・家督         |                                  |                    |
| 先代 フィリップ5世 | フランドル伯 1598年 - 1621年     | 次代 フィリップ6世 |
| 爵位・家督         |                                  |                    |
| 先代 フィリップ3世 | エノー伯 1598年 - 1621年         | 次代 フィリップ4世 |
| 爵位・家督         |                                  |                    |
| 先代 フィリップ7世 | アルトワ伯 1598年 - 1621年       | 次代 フィリップ8世 |